# 埃莱娜·桑切斯
埃莱娜·桑切斯（西班牙語：Elena Sánchez，1994年10月22日—），西班牙女子水球运动员。她曾代表西班牙国家队参加2020年夏季奥林匹克运动会女子水球比赛，获得一枚银牌。